# بياتريس أميرة المملكة المتحدة
الأميرة بياتريس، (بالإنجليزية: Beatrice of the United Kingdom)‏ أو بياتريس ماري فيكتوريا فيودور (17 أبريل 1857 - 26 أكتوبر 1944)، الابنة الخامسة والصغرى للملكة فيكتوريا ملكة المملكة المتحدة وزوجها الأمير ألبرت.
حفيد ابنتها الأميرة فيكتوريا أوجيني من باتنبرغ هو ملك إسبانيا السابق خوان كارلوس. كانت الأميرة بياتريس آخر من حكم من أبناء الملكة فيكتوريا فقد توفيت بعد وفاة أختها الكبرى الأميرة أليس بستة وستين عاما. تزامنت طفولة بياتريس مع نحيب الملكة لوفاة زوجها في الرابع عشر من ديسمبر عام 1861م.
وبعد زواج بناتها كلهن اتخذت الملكة من بياتريس مؤنسا لها؛ حيث كانت تلقبها «قرة عيني» طوال فترة طفولتها. نشأت بياتريس على أنها لن تنفصل عن الملكة أبدًا كأخواتها، وارتضت بذلك دون أي تأفف.

كانت الملكة فيكتوريا عاقدة العزم على أن لا تُزَوِّج بياتريس حتى أنها كانت ترى ذلك مستحيلاً. غير أن الكثير من الخُطّاب تقدموا للزواج من الأميرة، ومن بينهم الأمير الإمبريالي لويس نابليون، نجل إمبراطور فرنسا المنفي نابليون الثالث، وكذلك تقدم دوق هيسن الموقر وأرمل أختها الكبرى أليس لويس الرابع. لكنها كانت تميل إلى الأول، ودار الحديث حول احتمال زواجهما لكنه لقي حتفه في الحرب الإنجليزية الزولوية عام 1879م.
ثم أحبت بياتريس هنري أمير باتنبرغ ونجل الأمير ألكساندر، أمير هيسن الراينية، وجوليا فون هوك. وبعد محاولات استمرت عامًا لإقناع الملكة بزواجهما، وافقت مشترطة أن يقيم الزوجان معها، وأن تقوم بياتريس بواجباتها تجاه الملكة باعتبارها وزيرة غير رسمية للملكة. وأقيم عقد القران في ويتينغهام جزيرة وايت في الثالث والعشرين من يوليو عام 1885م.
أنجب الزوجان أربعة أطفال ولكن بعد مرور عشرة أعوام على زواجهما توفي الأمير هنري بمرض المالاريا أثناء مشاركته في الحرب ضد إمبراطورية آشانتي في العشرين من ينايرعام 1896م.

وظلت الأميرة بياتريس بجوار والدتها إلى أن انتقلت إلى الرفيق الأعلى في الثاني والعشرين من يناير عام 1901. كرست بياتريس بعد ذلك ثلاثين عاما من حياتها لتنقيح يوميات والدتها الملكة وذلك باعتبارها الوصية المعنية بحماية حقوق تلك الكتابات. كما استمرت بياتريس في الظهور في المناسبات العامة. توفيت بياتريس في 26 أكتوبر 1944 عن عمر يناهز السابعة والثمانين بعدما توفي العديد من أشقائها وأبنائها وأبناء أشقائها وبناتهم.

## حياتها الأولى

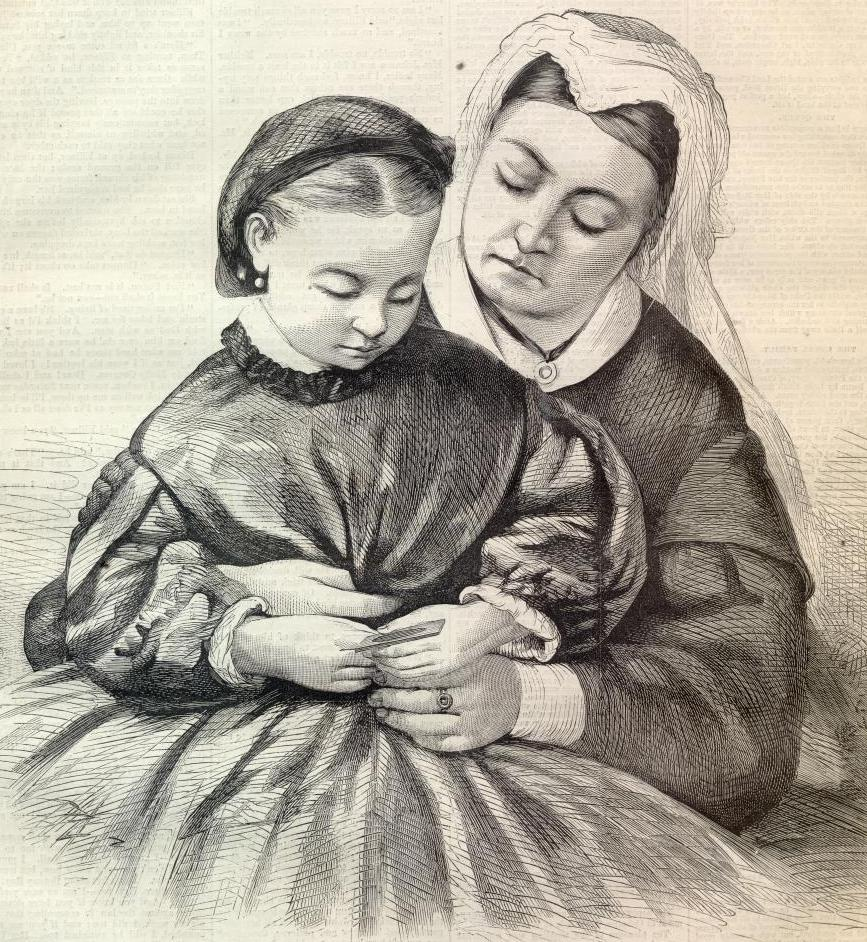
الملكة فيكتوريا والأميرة بياتريس وهي طفلة عام 1862

ولدت بياتريس في قصر بكنغهام. وكانت الابنة الخامسة والصغرى بين تسعة أطفال للملكة فيكتوريا ملكة المملكة المتحدة، وزوجها الأمير ألبرت أمير ساكس كوبوروغ وغوتا. أثار إنجاب بياتريس جدلا عندما أفصحت الملكة عن خضوعها للكلوروفوم -مخدر- الذي أعده لها طبيبها جون سنو للتخلص من آلام الولادة، ولأن الكلوروفوم يمثل خطورة على الأم والجنين لم تقر به كنيسة إنجلترا ولا علماء الطب آنذاك. غير أن الملكة فيكتوريا لم تتراجع عن قرارها واستخدمت هذا «المخدر المبارك» في حملها الأخير. وبعد مرور أسبوعين على وضع طفلتها، دونت الملكة في دفتر يومياتها:«لقد عوضني الله بفيض كرمه ونسيت كل ما عانيته عندما سمعت عزيزي ألبرت يقول: رزقنا بفتاة بصحة جيدة». سميت الطفلة بياتريس ماري فيكتوريا فيودور؛ تيمنا بالأميرة ماري، دوقة غلوستر وآخر أبناء جورج الثالث ملك المملكة المتحدة؛ وكذلك فيكتوريا كوالدتها، وكذلك تيمنا بفيودورا، أميرة هوهناوهه-لانغنبروغ وأخت الملكة فيكتوريا غير الشقيقة. عُمِّدت بياتريس في الكنيسة الصغيرة الخاصة في قصر بكنغهام في السادس عشر من يونيو عام 1857م. حضر العماد، بصفتهم عرّابين للمولودة: والدة الملكة فيكتوريا، دوقة كنت، وأختها الكبرى فيكتوريا أميرة بريطانيا وإمبراطورة ألمانيا، وخطيبها فريدرش الثالث.
كانت الأميرة بياتريس هي الطفلة المفضلة لأبويها من بين أشقاءها منذ أن استقبلتها الحياة. كما بدت بياتريس أملا جديدا للأمير ألبرت في الوقت الذي كانت أختها الكبرى والمفضلة لديه تستعد للانتقال إلى ألمانيا للعيش مع زوجها فريدرش (أو فريتز) أمير بروسيا؛ حيث ذكر الأمير ألبرت في رسالته إلى والدة فريتز- أوجستا:«هذه الطفلة تبدو وكأنها ستصير المغنية الأولى في الأوبرا. كم هو عذب صوتها!»
وعلى الرغم من أن الملكة فيكتوريا كانت معروفة بعدم ميلها للأطفال في مثل هذا السن الصغير، فقد وجدت الأميرة بياتريس طفلة جذابة. فجاذبيتها الشديدة هي ما كان يميزها عن سائر أشقاءها. وفي وصفها لابنتها بياتريس، قالت الملكة فيكتوريا أنها:«طفلة جميلة ريّانة، ذات عينين واسعتين لهما زرقة البحر، وثغر أبدعه خالقه، ولها بشرة في نعومة الحرير». كان شعرها الطويل ذو اللون الذهبي هو العنصر الأساسي والأكثر بروزا في اللوحات التي كانت تأمر الملكة برسمها. كما كانت ترحب الملكة باستحمام بياتريس فقط من بين سائر أبناءها في المغطس الخاص بها.

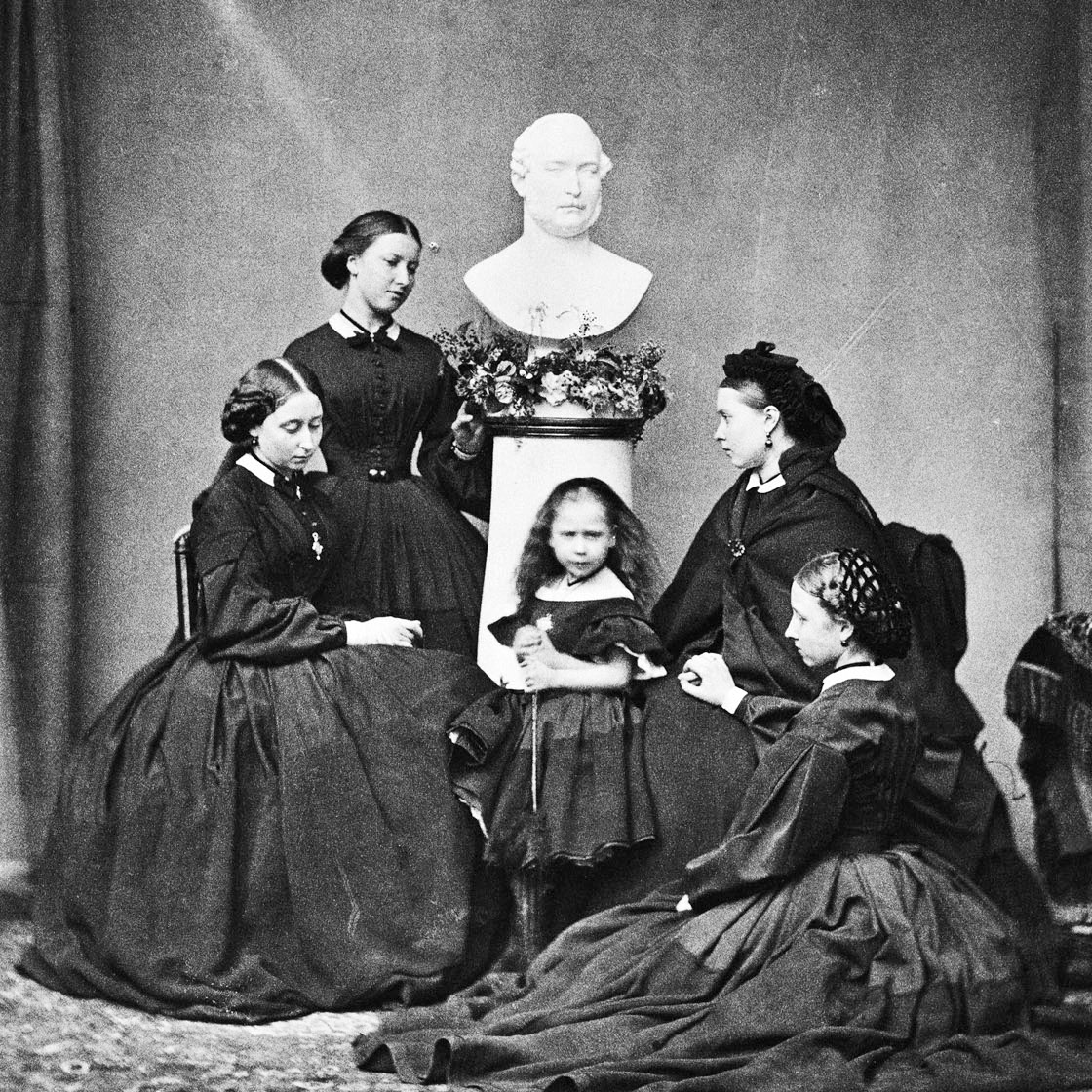
بنات الملكة فيكتوريا ينتحبن من أجل والدهن بينما بياتريس الوحيدة من بينهن التي لا تنظر لأسفل

بدت إمارات الذكاء الشديد على بياتريس مبكرا وهو ما كان يروق كثيرًا للأمير ألبرت وما جعلها محببة إلى قلبه؛ فكتب في رسالته إلى البارون ستوكمار مستشاره المقرّب أن بياتريس هي:«الطفلة الأكثر طرافة من بين أبناءهما». وعلى الرغم من البرنامج الصارم الذي خصصه لها والدها وستوكمار، نعمت بياتريس بطفولة هانئة مقارنة بطفولة أشقاءها؛ ويعزى ذلك إلى مكانتها الجليلة لدى والديها.
وفي الرابعة من عمرها، كان لا ينافس بياتريس أحد في اهتمام والديها بها. كما كانت خفة ظلها تسري عن قلب والدها الوهن.

## توأم روح الملكة فيكتوريا

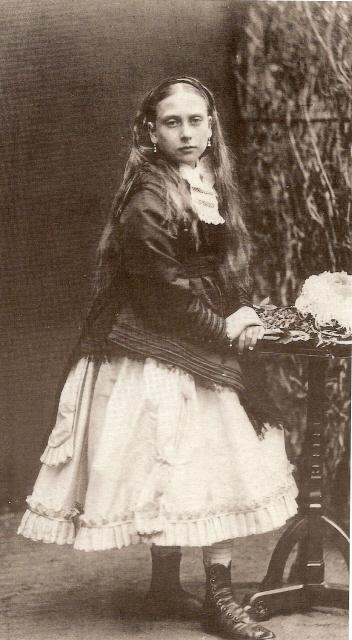
الأميرة بياتريس في 1868م وطفولة وحيدة بسبب مرض شقيقها الأقرب سنا إليها ليوبولد بالناعور

انتقلت والدة الملكة فيكتوريا، دوقة كنت، إلى الرفيق الأعلى بفروجمور في مارس عام 1861م. غمر الحزن الملكة فيكتوريا وكذلك الشعور بالذنب حيال الحاجز الذي كان بينها وبين والدتها في بداية حكمها. حاولت بياتريس مواساة والدتها قائلة لها: «إن جدتها في مكان أفضل في السماء غير أنها تود لو تستطيع رؤيتها مرة أخرى». كان لهذا السلوان أثر كبير في نفس الملكة فيكتوريا؛ حيث عزلت نفسها عن جميع أبناءها ما عدا ابنتها الكبرى الأميرة أليس والأميرة بياتريس. اتخذت الملكة من ابنتيها ملجأ لأحزانها مرة أخرى بعد وفاة زوجها الأمير ألبرت إثر حمى التيفويد في الرابع عشر من ديسمبر.
بلغ حزن الملكة فيكتوريا على زوجها مبلغًا أذهل الجميع: عائلتها، والحاشية الملكية، والساسة، والعامة. فها هي الملكة مرة أخرى تتقوقع مبتعدة عن كل من حولها، وبالأخص أمير ويلز؛ حيث كانت تراه سببًا في وفاة زوجها، ما عدا ابنتيها أليس وبياتريس. فكثيرًا ما كانت الملكة تأتي ببياتريس من مهدها لتناما متعانقتين ملتفتين بثياب رجل لن يرتديها مرة أخرى.
وبعد عام 1871م بعد زواج آخر أخوات بياتريس الكبريات  أصبحت الملكة فيكتوريا تعتمد في شتى شؤونها على بياتريس التي أعلنت منذ صغرها ولاءها لخدمة والدتها: «لا أحب حفلات الزفاف. ولن أتزوج أبدًا. سأظل بجانب والدتي».
منذ تلك اللحظة باتت بياتريس الذراع اليمنى لوالدتها: تكتب بالنيابة عنها، وتساهم في المراسلات السياسية بدلا منها. تلك المهام العادية كانت مشابهة للمهام التي كانت أخوات بياتريس أليس وهيلينا ولويز تقُمن بها من قبل. غير أن الملكة أضافت لتلك المهام مهام أخرى شخصية.
ففي العام ذاته عندما كانت الملكة تعاني من حالة صحية مزرية طفقت تلقّن بياتريس مدوناتها اليومية وفي عام 1876م سمحت لباتريس بترتيب أسطوانات الموسيقى التي كانت تستمع إليها هي وزوجها الأمير ألبرت والتي لم يستخدمها أحد منذ رحيله. وبدا هذا التكريس الذي وجهته بياتريس لوالدتها جليًا في خطابات الملكة ومدوناتها اليومية لكن احتياج الملكة لها ازداد أكثر من ذي قبل. كما عانت الملكة من فاجعة جديدة عام 1883م ألا وهي وفاة كبير خادميها وأكثرهم لها عونًا، جون براون، في بالمورال؛ مرة أخرى اعترى الملكة أسى شديد حجبها عن العامة وزاد من اعتمادها على بياتريس. وقد كانت بياتريس، على عكس أشقاءها، تكِن لبراون مشاعر احترام وتقدير؛ فقد كانا كثيرًا ما يعملان معًا من أجل تلبية مطالب الملكة.

## زواج محتمل
على الرغم من أن الملكة وطَنت نفسها على عدم تزويج ابنتها لكي تظل معها في القصر، تقدَم لبياتريس عددٌ من الخطاب قبل زواجها من هنري أمير باتنبرغ: أحدهم كان نابليون يوجين الأمير الإمبراطوري لفرنسا، ابن الإمبراطور المعزول نابليون الثالث والإمبراطورة أوجينى، والوريث الشرعي للعرش.
فبعد هزيمة فرنسا على يد بروسيا في الحرب التي دارت بين البلدين؛ عُزل نابليون الثالث وانتقل وعائلته إلى إنجلترا عام 1870م. وبعد وفاته نشأ رباط قوي بين الملكة فيكتوريا والإمبراطورة أوجينى؛ مما جعل الصحافة تكتب أن احتمال خطبة بياتريس للأمير الإمبراطوري باتَ مرجحًا. ثم أتى موت الأمير الإمبراطوري في حرب الأنجلو-زولو في الأول من يونيو عام 1879م ليبطل تلك الشائعات. وورد في المدونات اليومية للملكة مدى حزنهم لفراقه:«كانت دموع عزيزتي بياتريس تنهال وهي تسلمني الخطاب الذي ينبئ بموته، وكذلك انهالت دموعي..كان وقت بزوغ الفجر ولم أنم إلا قليلًا..فبياتريس محزونة مكروبة والجميع في حالة ذهول لهذه الفاجعة».

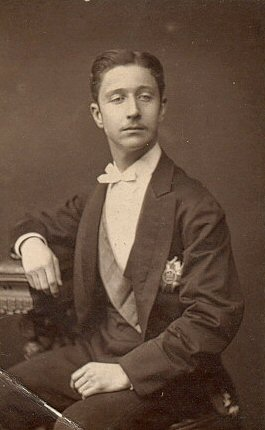
أمير إمبراطورية فرنسا الأمير لويس نابليون الذي انجذبت إليه بياتريس قبل زواجها من الأمير هنري

بعد تلك الظروف المريرة اقترح شقيق بياتريس وأمير ويلز ألبرت إدوارد زواجها من أرمل شقيقتها أليس الدوق الأعظم للهس لويس الرابع الذي أخذ الخُنَاق زوجته عام 1878م. كانت حجته في ذلك أن بياتريس بزواجها من لويس الرابع ستصبح أما لأطفال أختها وستكون على مقربة من والدتها في إنجلترا مما ييسر عليها مواصلة العناية بها، بالإضافة إلى أن أمرًا كهذا من شأنه أن يجعل الملكة ترى أحفادها وهم يكبرون أمام أعينها بسهولة أكبر. غير أن حينها كان القانون البريطاني لا يسمح للأرمل بالزواج من أخت زوجه؛ الأمر الذي تصدى له أمير ويلز حيث ساند وبقوة تمرير مشروع قانون الزواج من أخت الزوجة المتوفية بمجلسي البرلمان. على الرغم من وجود الدعم الشعبي لهذا الإجراء القانوني وموافقة مجلس العموم عليه، لم يمرره مجلس اللوردات بسبب رفض اللوردات الروحانيين له. هذا الأمر أحزن الملكة إلا أنه أسعدها في الوقت ذاته بقاء ابنتها في كنفها.
كان من بين مَن تقدَموا للزواج من بياتريس شقيقا الأمير هنري: الأمير ألكسندر المعروف بساندرو، والأمير لويس أمير باتنبرغ. لكنَ الأمر لم يفلح. لم يتقدم ألكسندر بشكل رسمي متذرعًا "بياتريس هي صديقة طفولتي"، بينما بدا لويس معجبًا بها. فقامت الملكة فيكتوريا بدعوة لويس للعشاء إلا أنها جلست بينه وبين بياتريس. كما طلبت من بياتريس تجاهله لكي يبتعد عنها. لم يجد لويس سببًا لذلك الصمت من طرف الملكة وبياتريس؛ لذا تزوج من ابنة أخت بياتريس، فيكتوريا، أميرة الهس ومنطقة نهر الراين. وعلى الرغم من تلك الضربة التي وجهت إلى بياتريس، فقد وقعت في حب الأمير هنري الذي صار يبادلها حبها حين التقت به في حفل زفاف لويس في دارمشتات.

## خطبة بياتريس وزواجها

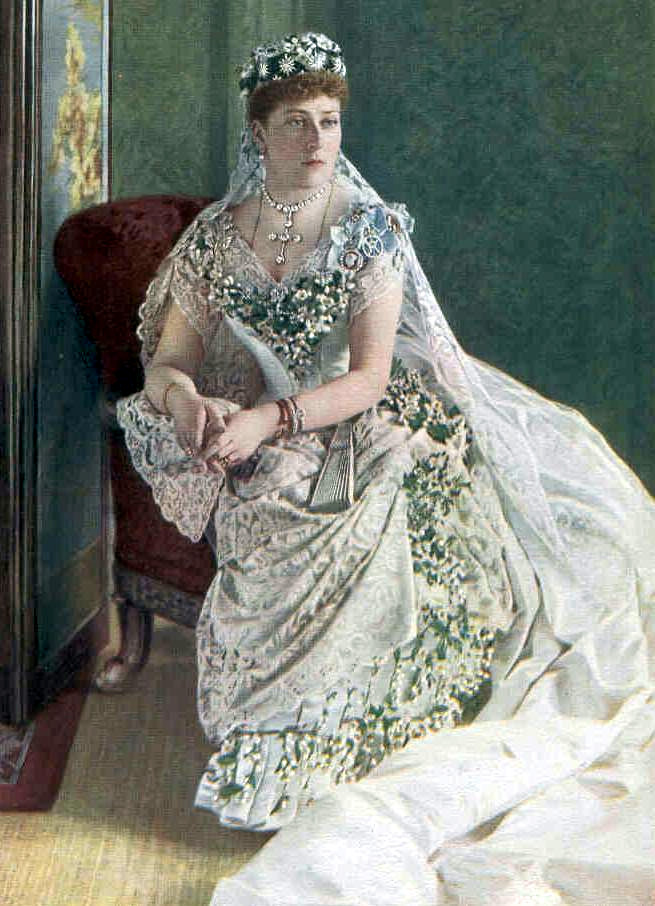
الأميرة بياتريس في ثوب زفافها بأوزبورن عام 1885م.كانت ترتدي طرحة والدتها المصنوعة من حرير الهونيتون الفاخر

بعد عودتها من درامشتات؛ أخبرت بياتريس والدتها برغبتها في الزواج؛ فخيم الصمت على الملكة. فعلى الرغم من مدى قربهما من بعضهما البعض لم تخاطب الملكة بياتريس ولو بكلمة لمدة سبعة أشهر، بينما كانت تتواصل مع ابنتها بالكتابة. كان رد فعل الملكة الذي لم يخطر على بال أحد من عائلتها ناجم عن خوفها من فقدان قرة عينها بياتريس. فلطالما كانت الملكة ترى في بياتريس «طفلتها البريئة» التي ستمحى براءتها بمجرد ممارسة فعل الزواج.
نجحت أميرة ويلز وزوجة أمير بروسيا في إقناع الملكة فيكتوريا بزواج بياتريس؛ حيث ذكَرت الملكة بالسعادة التي جلبتها لها ولوالدها الأمير ألبرت فهي تستحق أيضا أن تكون سعيدة؛ مما ليَن شوكة الملكة وجعل العلاقة بينها وبين بياتريس تعود إلى سابق عهدها. وأخيرًا باركت الملكة الزواج شارطة أن تقيم بياتريس وهنري معها.
تزوجت بياتريس وهنري في كنيسة القديس ميلدريد بويبينغهام التي تقع بالقرب من أوزبورن بالثالث والعشرين من يوليو عام 1885م. وكانت بياتريس ترتدي طرحة زفاف والدتها المصنوعة من دانتيل هونيتون الفاخر ويستصحبها إلى منصة عقد القران والدتها وأخوها الأكبر أمير ويلز. كما كانت تقوم على خدمتها عشر وصيفات من بينهن بنات أخواتها وإخوانها: الأميرة أليكس، والأميرة ألكساندرا، والأميرة ماري، وأميرة إدينبرغ فيكتوريا مليتا، والأميرة لويز، والأميرة مود، وأميرة ويلز الأميرة فيكتوريا، والأميرة مارى لويز، وأميرة شليسفيغ هولشتاين الأميرة هيلينا فيكتوريا. أما العريس فكان برفقة أخويه الأمير ألكساندر أمير بلغاريا، والأمير فرانسيس جوزيف أمير باتنبرغ.
انتهى الحفل –الذي لم تحضره الأخت الكبرى لبياتريس وزوجها أمير بروسيا اللذان تم احتجازهما في ألمانيا، وكذلك ابن عمها ويليام غيوارت غلادستون ودوقة تيك الأميرة ماري أديليد-  بانتقال العروسين للبيت التابع لدير كور بالقرب من أوزبورن لقضاء فترة شهر العسل. تماسكت الملكة وهي تودعهما، لكنها ما أن رحلا أجهشت بالبكاء- ذلك ما أفضت به إلى ابنتها الكبرى.

## السنوات الأخيرة في حياة الملكة

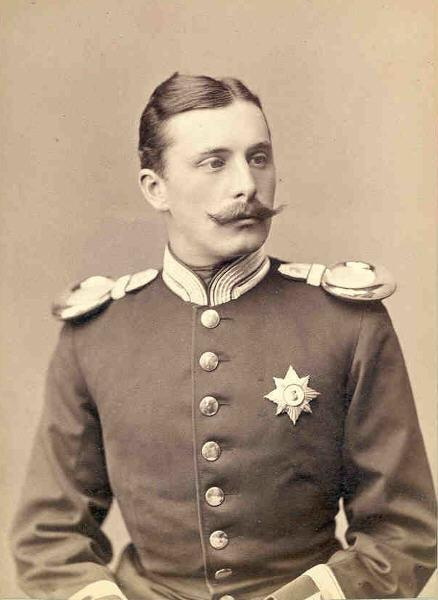
أمير باتنبرغ الأمير هنري الذي تزوج بياتريس عام1885م حتى وفاته عام 1896م

أوفت بياتريس وزوجها بوعدهما للملكة، وعادا للسكن معها بعد قضاءهما شهر عسل قصير. وأخبرتهما الملكة بأنها لا تقوى على البقاء بمفردها وأنها سترافقهما أينما يذهبان. على الرغم مما أصبحت الملكة عليه من مرونة حيال أمر سفرهما، لم يقوما إلا بزيارات قصيرة لعائلة هنري. كلما مرت الأيام على زواجهما كلما ازداد حب بياتريس لهنري؛ تماما مثلما كان الأمر بين والدها ووالدتها. فقد كانت بياتريس كلما سافر هنري إلى حين عودته. أضفى وجود الأمير هنري بالقصر روحا جديدة له؛ فكان أول من جلب السعادة للقصر منذ وفاة الأمير ألبرت. أصَر هنرى على الالتحاق بالحملات الحربية، وكانت بياتريس تسانده في ذلك، بينما رفضت الملكة دخوله في تلك الحروب التي قد تعرضه للخطر وتودي حياته. ثم احتدمت الخلافات بينه وبين الملكة بعد ذلك. حينما حضر كرنفال أجاكسيو برفقة صحبة متدنية؛ الأمر الذي جعل بياتريس ترسل ضابط البحرية الملكية ليعيده إلى إنجلترا. وبعد ذلك ذهب هنرى خفية إلى كورسيكا بصحبة أخيه لويس؛ الأمر الذي دفع الملكة لإرسال سفينة حربية لتجلبه إلى البلاد. فدائما ما كان يضيق صدر هنري تحكم الملكة المبالغ فيه في تحركاته هو وزوجته بياتريس.
على الرغم من مسؤوليات بياتريس تجاه أسرتها لم تقصر في حق والدتها وظلت دائما المؤتمنة على أسرارها والشخص الذي تلجأ الملكة إلى مشورته. بيد أن الملكة عابت على بياتريس تصرفاتها في حملها الأول؛ فقد توقفت بياتريس عن تناول العشاء مع والدتها وظلت هكذا لمدة أسبوع حتى ولادتها، وصارت تفضل تناول الطعام بمفردها في غرفتها. أغضب هذا الأمر الملكة كثيرا فكتبت لطبيب بياتريس المعالج جيمس ريد:" ألححت على الأميرة لكي تتناول العشاء معي بدلا من جلوسها كئيبة محزونة في غرفتها وإني لأعجب لما تقوم به. فعندما كنت في مثل موقفها لم أتوقف عن حضور العشاء إلا للضرورة القصوى. وظللت هكذا حتى وضعت حملي". وضعت بياتريس بعد ذلك مولودها الأول ألكساندر والذي أحيانا يدعونه درينو في 1886م وذلك بعد خضوعها لمخدر أثناء الولادة. ثم رزقت بياتريس بعد ذلك بثلاثة أطفال: إينا عام 1887م وليوبولد في 1889م وموريس في 1891م. وفي أعقاب ذلك بدأت بياتريس تنجذب إلى متابعة القضايا الاجتماعية مثل الأحوال في مناجم الفحم. غير أن ذلك الاهتمام لم يتطور إلى اتخاذ إجراءات لتغيير الظروف التي يعاني منها الفقراء مثلما فعل أخو بياتريس أمير ويلز.
على الرغم من قلة وسائل الترفيه في القصر بعد وفاة الأمير ألبرت، كانت الملكة وبياتريس تستمتعان بفن اللوحة الحية الذي كان غالبا ما يقام في العائلات الملكية، لكن هنري لم يحب تلك الوسائل مما جعله يشعر بالملل ويتوق بشدة إلى الاشتغال بشيء ما؛ لذا نصّبته الملكة حاكما على جزية وايت عام 1889م. غير أنه كان يتلهف إلى المغامرات الحربية لذا التمس من الملكة أن تسمح له بالانضمام إلى البعثة الحربية المتوجهة إلى أشانتى لمساندة الجيش الإنجليزي في الحرب ضد أشانتى. كانت المخاوف تراود الملكة حيال ذلك الأمر إلا أنها وافقت على مطلب هنري. سافر هنري وبياتريس مع البعثة في السادس من ديسمبر عاو 1896م. بيد أن هنري أصيب بالملاريا وتم إرساله إلى المنزل. ففي اليوم الثاني والعشرين من يناير عام 1896م وبينما كانت بياتريس تنتظره في جزر ماديرا تلقت خطابا يخبر بوفاة هنري من يومين. صدمت بياتريس لهذا الخبر وقضت فترة طويلة من النحيب جعلها تعتزل حياة القصر لمدة شهر قبل عودتها لممارسة مهامها تجاه والدتها من جديد. فكما دوّنت الملكة في مذكراتها:«عندما ذهبت للجلوس برفقة بياتريس في غرفتها وجدتها في حالة يرثى لها من شدة حزنها لفقد هنري». ظلت بياتريس ترعى شؤون والدتها على الرغم من حزنها الشديد فالملكة كلما تقدم بها العمر زاد اعتمادها على بياتريس في المراسلات. ومع ذلك أدركت الملكة حاجة بياتريس إلى بيت خاص بها تشعر فيه بقدر أكبر من الخصوصية؛ لذلك أعطتها قصر كنسينغتون الذي كانت تقيم فيه الملكة مع والدتها. كما نصّبت بياتريس مكان هنري لولاية جزيرة وايت. بالإضافة إلى ذلك أنشأت الملكة غرفة مظلمة لتظهير الأفلام بمنزل أوزبورن وذلك تلبية لشغف بياتريس بفن التصوير. كان لهذه الظروف العائلية وتكريس بياتريس معظم وقتها لوالدتها أثر سلبي على أبناءها. فساء سلوكهم في المدرسة. كذلك أدى بقاء الأطفال مع مربيتهم لفترات أطول من تلك التي يقضونها مع والدتهم إلى ضعف الرابط بينهم وبين والدتهم وكذلك ثقتهم فيها. حتى أن بياتريس أشارت في مدوّناتها أن أينا أصبحت «متعبة ومتمرة» وألكساندر يستمر في قول «أكاذيب غير مبررة».

## وفاة الملكة فيكتوريا
انقلبت حياة بياتريس رأسا على عقب بعد وفاة والدتها في الثاني والعشرين من يناير عام 1901م فقد كتبت لرئيس جامعة غلاسكو:" بالطبع يمكنك تصور مدى الحزن الذي يعتريني لفقد والدتي التي بالكاد انفصلت عنها طيلة حياتي. فأنا لا أستطيع تصور الحياة بدونها. فقد كانت هي المحور الرئيس لكل شيء". استمر ظهور بياتريس في المجتمع بينما تضاءلت مكانتها في القصر؛ فهي لم تكن مقرّبة من أخيها الملك إدوارد السابع كم كانت أختها لويز. لذا لم تكن بياتريس من بين دائرة الأشخاص المحيطة به معظم الوقت. ومع ذلك لم تكن علاقة بياتريس بأخيها منقطعة تماما بينما كانت متوترة بعض الشيء؛ ففي حفل تتويجه ملكا أسقطت بياتريس كتاب الصلة خاصتها من دون قصد فأحدث وقوعه على لوح من الذهب بعض الضجة.
بعد وراثة منزل أوزبورن، قام إدوارد بالتخلص من اللوحات الخاصة بوالدته وممتلكاتها وبالخاصة تلك التي لهل صلة بكبير الخدم جون براون حيث كان يمقته إدوارد بشدة. كانت الملكة تنوي جعل هذا المنزل منزلا خاصا لعائلتها من بعدها يتمتعون فيه بالعزلة عن صخب المدينة. ومع ذلك، ارتأى أنه ليس في حاجة إليه، واستشار محاميه بشأن إعادة تنظيمه؛ بتحويل الجناح الرئيس إلى دار نقاهة، وفتح الغرف الخاصة بإدارة شؤون الدولة أمام العامة، وإنشاء كلية بحرية بالطابق السفلي. لكنّ كل هذه التعديلات قوبلت بالرفض من بياتريس ولويز. فقد أورثتهن الملكة بيوتا لتكن ملكهن وحدهن أما الآن فإن تلك الخصوصية مهددة بسبب أخيهما. وعندما ناقش إدوارد بياتريس في شأن أوزبورن، رفضت بشدة التخلي عن هذا المنزل، مشيرة أن هذا المكان شهد أجمل ذكريات والديهما. ومع ذلك كان إدوارد مصرّا على رأيه لذا قرر إعطاءه لابنه جورج فرفض جورج لصيانته الباهظة. وبناء على ذلك قرر إدوارد زيادة حصة بياتريس من المنزل بإعطائها كوخ أوزبورن تعويضا لها. بعد مرور فترة وجيزة، أعلن إدوارد لرئيس الوزراء عن إهداء الجزء الأساسي من المنزل للشعب، مع الإبقاء على الغرف الخاصة بأفراد العائلة المالكة التي جعلها ضريحا لذكرى والدتهم.

## مذكرات الملكة فيكتوريا

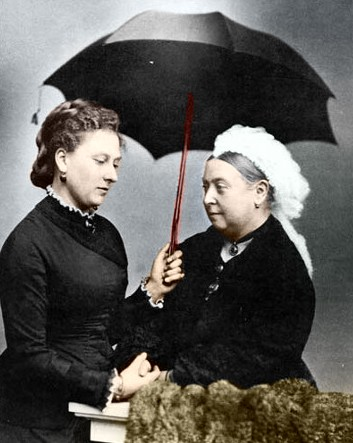
الأميرة بياتريس مع والدتها الملكة فيكتوريا

بدأت بياتريس في مهمة نسخ وتعديل مذكرات والدتها عقب وفاتها. فقد كانت تحتفظ بتلك المذكرات منذ عام 1831م. احتوت مئات المجلدات على آراء الملكة في الأمور اليومية وشؤونها الشخصية والعائلية وكذلك شؤون الدولة. لذا كلفت الملكة قبل وفاتها بياتريس بتعديلها لتلائم النشر؛ فتحذف منها تلك الأجزاء الخاصة التي إذا نشرت قد تسيء إلى العائلة. فمحت بياتريس العديد من المذكرات فأصبح حجمها الجديد ثلث ما كانت عليه. أزعج ذلك الأمر الملك جورج الخامس وزوجته الملكة ماري. نسخت بياتريس مسودة من النصوص الأصلية ثم نسخت تلك المسودة في دفاتر زرقاء. ثم قامت بمحو النصوص الأصلية وكذلك المسودات. استغرق هذا الأمر ثلاثين عاما وانتهى عام 1931م. والإحدى عشرة كتابا بعد المائة الذين وصلوا إلينا محفوظين في الأرشيف الملكي بقصر ويندسور.

## اعتزال الحياة العامة

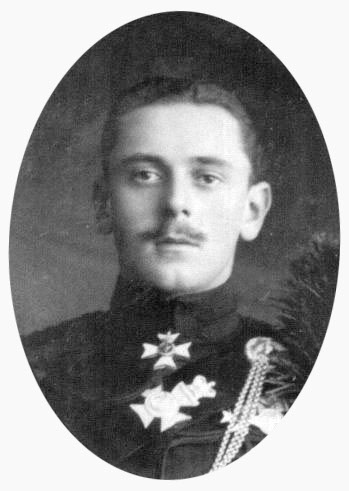
الأمير موريس أمير باتنبرغ بعد وفاته في الحرب العالمية الأولى

استمرت بياتريس في الظهور في المناسبات العامة بعد وفاة والدتها. بيد أن كل الأعمال التي كانت تقوم بها كانت أعمالا تخص والدتها. كانت إينا، ابنة بياتريس، معروفة بجمالها في أوروبا بأكملها. وعلى الرغم من منزلتها العادية إلا أنها كانت عروسا جذابة، وكان عريسها هو ملك إسبانيا الملك ألفونسو الثالث عشر. غير أن هذا الزواج أثار جدلا كبيرا في بريطانيا حيث يتطلب الأمر تحول إينا إلى المذهب الكاثوليكي؛ وهو الأمر الذي عارضه خالها الملك إدوارد السابع. كما عارض هذا الزواج المحافظون بإسبانيا؛ فلا يجوز للملك التزوج من امرأة تنتمي إلى مذهب البروتستانت وأقل منه في المكانة. وعلى الرغم من من ذلك تزوج ألفونسو وإينا في الواحد والثلاثين من مايو عام 1906م. وبدأ حفل الزفاف بداية مؤسفة حينما حاول أحد الفوضويين تفجير الحفل. بدا الزوجان متباعدين، وصارت إينا غير محبوبة في إسبانيا وازداد ذلك بعدما تم اكتشاف أن ابنها وولي عهد إسبانيا يعاني من مرض الناعور الذي أتى إليه من عائلتها. ألقى ألفونسو اللوم على بياتريس لأنها جلبت هذا الداء لعائلته الملكية، وصار قاسيا مع إينا. كانت إينا كثيرا ما تزور والدتها ولكن بمفردها دائما من دون ألفونسو وأطفالها. كانت بياتريس في ذلك الوقت تقيم في كوخ أوزبورن بمدينة إيست كاوز إلى أن باعته في عام 1913م عندما أصبح قصر كاريسبروك، الذي كان يقطنه حاكم جزيرة وايت، فارغا. انتقلت بياتريس للعيش في هذا القصر بينما احتفظت بغرفة في قصر كينسينغتون في لندن. وقد كانت قبل ذلك عاكفة على جمع مقتنيات متحف كاريسبروك الذي افتتحته عام 1898م.
كلما تقدم ببياتريس العمر، قل ظهورها في القصر. كما أدى ثكلها لولدها المفضل موريس في الحرب العالمية الأولى عام 1914م إلى ابتعادها عن الحياة العامة.
في خلال فترة لحرب ومساندة منه لألمانيا قام جورج الخامس بتغيير كنية العائلة من بيت ساكس-كوبرغ وغوتا إلى وندسور وذلك تجسيدا لأصوله الألمانية. بينما رفضت بياتريس والعائلة تلك الكنية. وقامت بياتريس بتغيير لقبها من صاحبة السمو الملكي أميرة باتنبرغ إلى أصله صاحبة السمو الملكي الأميرة بياتريس. ثم أضفت على هذا اللقب الجديد صبغة إنجليزية بإضافة مونتباتن له. فتخلى كذلك أبناءها عن لقب باتنبرغ فأصبح ألكساندر يلقب بسير ألكساندر مونتباتن. ثم حصل بعد ذلك على لقب ماركيز كريسبروك. كما أصبح لقب الابن الأصغر لورد ليوبولد مونتباتن، ثم حصل بعد ذلك على رتبة ابن ماركيز. وقد كان ليوبولد مصابا بمرض الناعور الذي ورثه من والدته؛ لذا توفي إثر عملية في ركبته عام 1922م.
بعد انتهاء الحرب صارت بياتريس والعديد من أفراد العائلة المالكة من رؤساء عصبة أيبرس؛ وهي جمعية أسست لإحياء ذكرى الجنود الذين قتلوا في معركة نتوء أيبرس، ومساعدة المفجوعين من ذويهم. فقد كانت بياتريس إحدى أولئك المفجوعين؛ حيث فقدت ابنها موريس في معركة أيبرس الأولى. ومن ضمن مرات ظهورها القليلة بعد وفاة ابنها تلك المناسبات الخاصة بإحياء ذكرى هذه الحوادث بما في ذلك ذهابها لوضع أكاليل من الزهور على النصب التذكاري – الذي أسسته عصبة أيبرس – عام 1930م وعام 1935م للاحتفال بالذكرى العاشرة والخامسة عشرة على لإنشاء تلك العصبة.

## السنوات الأخيرة لبياتريس
على الرغم من كونها في السبعين من عمرها، ظلت بياتريس تتراسل مع أصدقاءها وأقاربها. كما استمرت في الظهور في المناسبات العامة. حتى أنها ذهبت في كرسي متحرك لحضرة جنازة الملك جورج الخامس في 1936م.
ونشرت بياتريس آخر أعمالها بالترجمة عام 1941م بعنوان «نابليون يحكم»؛ وهو المذكرات الخاصة بجدة الملكة فيكتوريا من جهة الأم: وهي أوجستا – دوقة ساكس-كوبرغ وسالفلد. وكانت بياتريس تراسل الناشر جون موراي الذي رحب كثيرا بهذا العمل. أمضت بياتريس آخر أيام حياتها بمنتزه برانتريدج في غرب ساسكس الذي كان أخو الملكة ماري الايرل الأول لمدينة أثلون أكساندر كامبريدج وزوجه أليس أميرة ألبانيا يملكانه؛ حيث كانا في كندا لكون الايرل هو الحاكم العام عليها آنذاك. وهناك انتقلت الأميرة بياتريس إلى الرفيق الأعلى صباح يوم السادس والعشرين من أكتوبر عام 1944م عن عمر يناهز السابعة والثمانين. وبعد صلاة الجنازة بكنيسة القديس جورج في قصر وندسور، دفنت الأميرة بياتريس في المقبرة الملكية في الثالث من نوفمبر. ثم نقل رفاتها في الثامن والعشرين من أغسطس عام 1945م إلى مقبرة زوجها بكنيسة القديس ميلدريد بويبينغهام، ووضعت بجانبه تنفيذا لوصيتها؛ الأمر الذي قام به سرا ابنها الماركيز لكاريسبروك وزوجه.

## إرثها

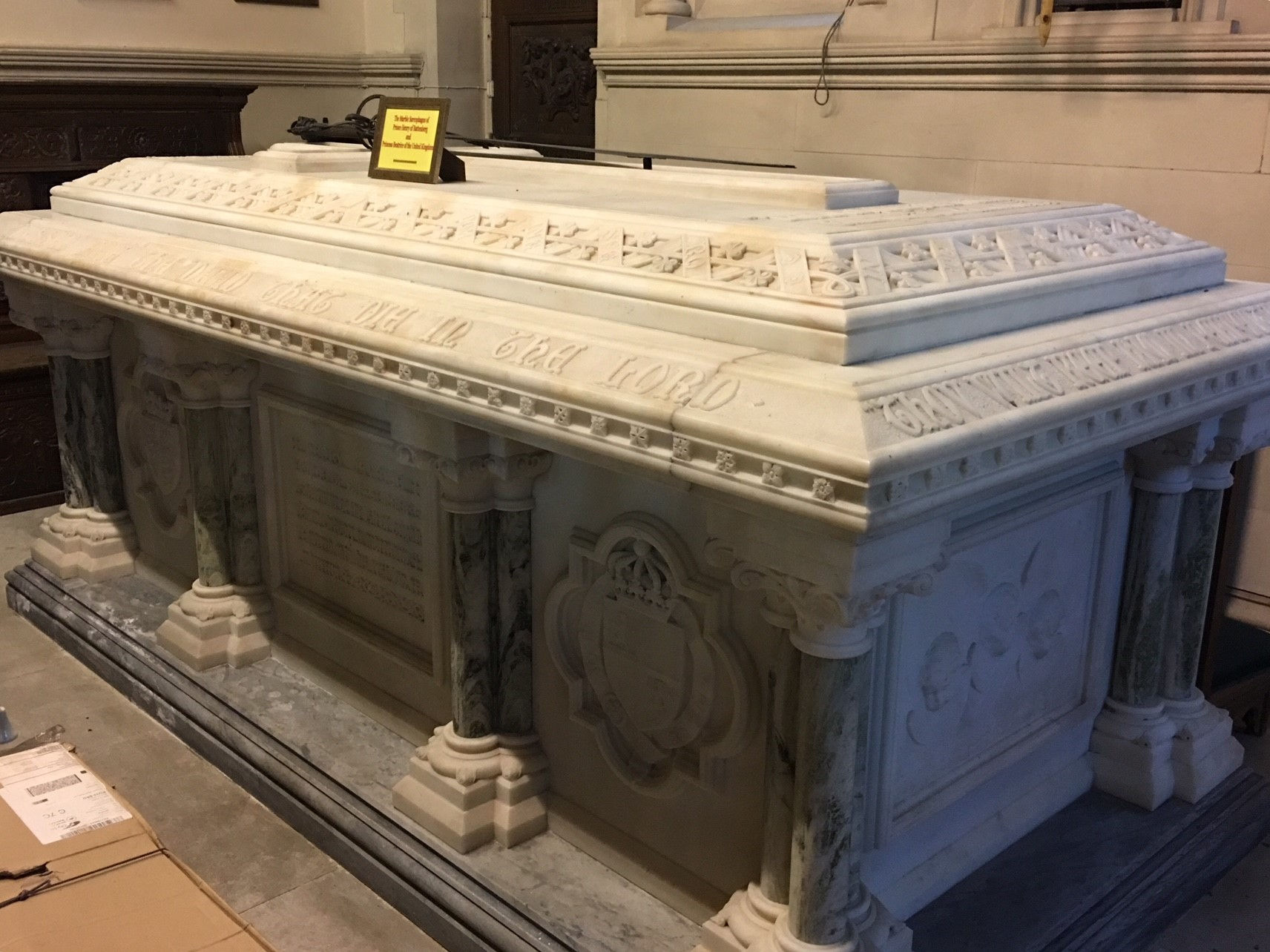
قبر الأمير هنري باتنبرغ والأميرة بياتريس من المملكة المتحدة في كنيسة سانت ميلدريد، ويبينغهام، جزيرة وايت.

كانت بياتريس الأكثر خجلا من بين أطفال الملكة فيكتوريا، غير أنها صارت معروفة في الأجواء بسبب مرافقتها الدائمة لوالدتها أينما ذهبت. وعلى الرغم من خجلها تمتعت بمواهب مختلفة: التمثيل، الرقص، الفن، والتصوير. كانت بياتريس أما رائعة لأبنائها وكذلك يرى المقربون إليها أنها مخلصة وتتمتع بحس فكاهي، وكشخصية عامة لم تتهاون أبدا في أداء واجباتها. كانت بياتريس أيضا عازفة رائعة وتكاد تكون محترفة وربما يرجع ذلك إلى ولع والديها بالموسيقى. كما ورثت عن والدتها تديّنها وولعها بعلم اللاهوت. وتمتعت بياتريس بقاعدة قبول عريضة بسبب طبيعتها الهادئة الحنونة. وفي فترة حكم والدتها حملت بياتريس عبئا ثقيلا من المسؤوليات فوق عاتقها. فعلى الرغم من معاناتها من الروماتيزم كانت تتحمل حب والدتها للبقاء دائما في مكان بارد. كذلك تأثر أداء بياتريس في عزفها للبيانو بمرضها الذي كان يسوء يوما بعد يوم؛ حتى أصبحت لا تقوى على ممارسة تلك الهواية المفضلة لديها. وعلى الرغم من مرضها لم تألُ جهدا في تلبية مطالب والدتها. ولاحظت العامة تلك الجهود؛ ففي عام 1886م عندما وافقت على افتتاح المعرض الملكي للبستنة بساوثهامبتون، أرسل لها منظمو المعرض بطاقة شكر معربين فيها عن" امتنانهم الشديد لسلوكها البار ومساندتها لوالدتها بعد وفاة والدها". وقدم المصرفي ومحب الإنسانية السير موسى مونتيفيوري لبياتريس في حفل زفافها طاقم شاي مصنوع من الفضة ومنقوش عليه:«العديد من البنات يتصرفن بنبل، لكنك فقت كل حدود النبل». كما نشرت صحيفة التايمز قبل زفافها:" إن إخلاص سموك الشديد لعظمة الملكة لهو أمر نمتن له غاية الامتنان. ونتمنى لسموك زواجا مباركا بقدر ما أغدقته على الآخرين من منح". تلك الكلمات اعتبرها البعض انتقادا لسيطرة الملكة على حياة الأميرة.
ظلت العائلة المالكة تتردد على المنشآت التي ألفتها بياتريس في حياتها: قصر باكينغهام، قصر وندسور، وقلعة بالمورال، وقصر كينسينغتون، بينما كان منتزه برانتريدج الذي لفظت فيه بياتريس أنفاسها الأخيرة نادرا ما يستخدم. أما عن منزل أوزبورن المفضل لوالدتها فأصبح مفتوحا أمام العامة لزيارته، بينما بيع كوخ أوزبورن لمالك خاص في 1912م. كانت بياتريس آخر من تبقى من أبناء الملكة فيكتوريا والأمير ألبرت.

## الألقاب
- 14 أبريل 1857م - 23 يوليو 1885م: صاحبة السمو الملكي الأميرة بياتريس.[96]
- 23 يوليو 1885م - 14 يوليو 1917م: صاحبة السمو الملكي أميرة باتنبرغ.[97]
- 17 يوليو 1917م - 26 أكتوبر1944م: صاحبة السمو الملكي الأميرة بياتريس.

شعار النبالة الملكي للأميرة بياتريس 1858م-1917م

## مرتبات الشرف
- 9 يناير 1874م: المرتبة الملكية لفيكتوريا وألبرت.[98]
- 1 يناير 1878م: رتبة إمارة الهند.[98]
- 24 مايو 1885م: الليب الأحمر الملكي.[98]
- 10 فبراير 1904م: رتبة العائلة المالكة للملك إدوارد السابع.[98]
- 3 يونيو 1911م: رتبة العائلة المالكة للملك جورج الخامس.[98]
- 1 يناير 1919م: سيدة الصليب الأكبر للإمبراطورية البريطانية.[98]
- 12 يونيو 1926م: سيدة الصليب الأكبر للقديس جون.[98]
- 11 مايو 1937م: سيدة الصليب الأكبر لرتبة النظام الملكي الفيكتوري.[99]

## الأبناء
|  | [[ألكساندر مونتباتن، ماركيز كاريسبروك\|ألكساندر مونتباتن، ماركيز كاريسبروك]] ‏ | 3 نوفمبر 1886  | 23 فبراير 1960 | تزوج، 1917، الليدي إيرين دينيسون (4 يوليو 1890 – 16 يوليو 1956)، ابنة واحدة (الليدى إيريس مونتباتن، 1920–1982). |
|  | فيكتوريا أوجينى، ملكة إسبانيا                                                 | 24 أكتوبر 1887 | 15 إبريل 1969  | تزوجت، 1906، ألفونسو الثالث عشر ملك إسبانيا (17 مايو 1886 – 28 فبراير 1941)، ابنتان، خمسة أبناء، من بينهم (خوان كونت بارشلونة، 1913–1993، ولي عهد إسبانيا 1933–1977 ووالد الملك خوان كارلوس الأول ملك إسبانيا وجد فيليبي السادس ملك إسبانيا). |
|  | لورد ليوبولد مونتباتن                                                         | 21 مايو 1889   | 23 إبريل 1922  | كان يعاني من مرض الناعور، لم يتزوج. وتوفي إثر إجراء عملية بمنطقة الركبة. |
|  | أمير باتنبرغ الأمير موريس                                                     | 3 أكتوبر 1891  | 27 أكتوبر 1914 | توفي في الحرب العالمية الأولى. |